# Gentiana asclepiadea
Gentiana asclepiadea (con el nombre común de Willow Gentian que significa genciana sauce en inglés) es una especie del género Gentiana perteneciente a la familia de las gentianáceas. Es originaria del este y sur de Europa.

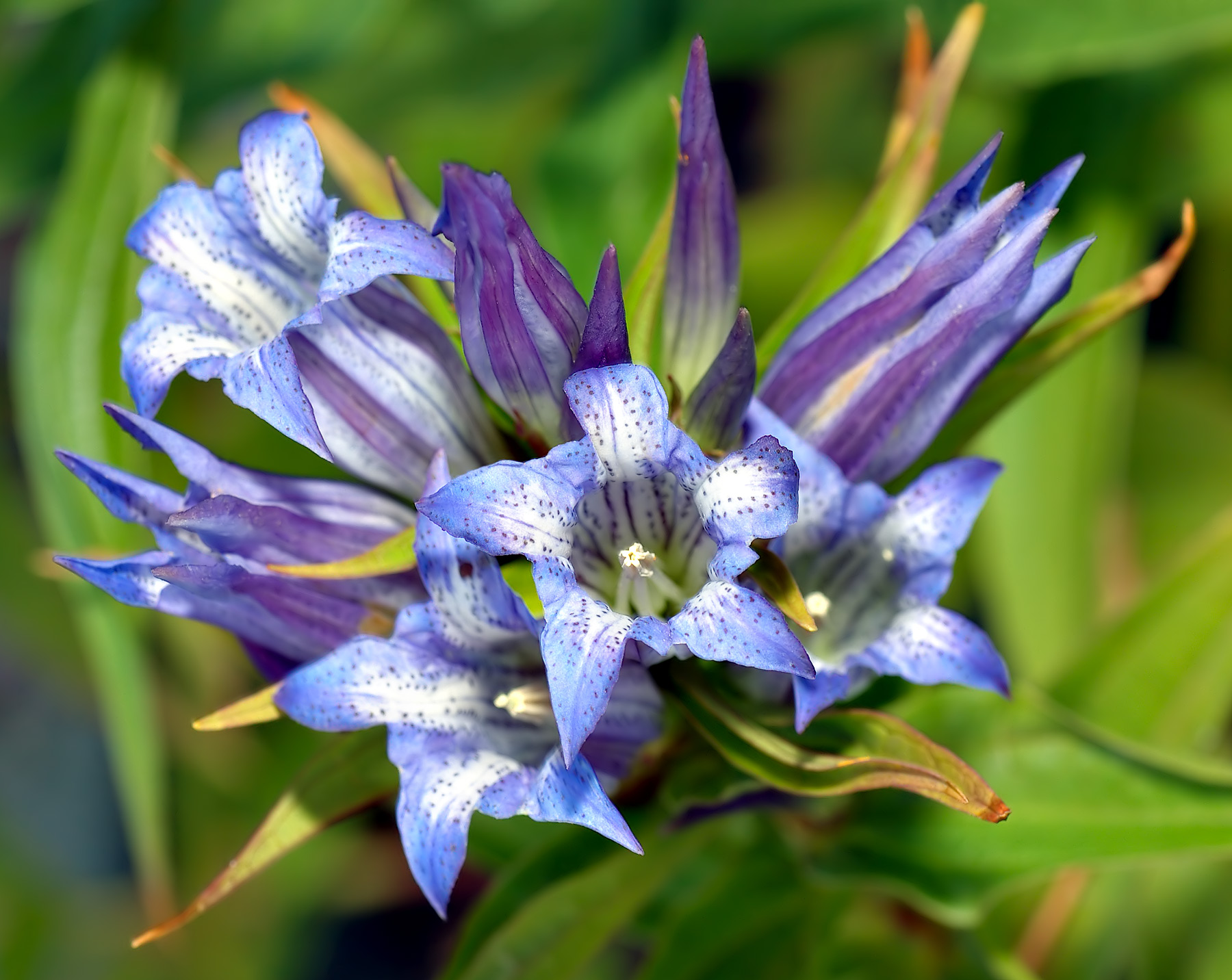
Detalle de las flores

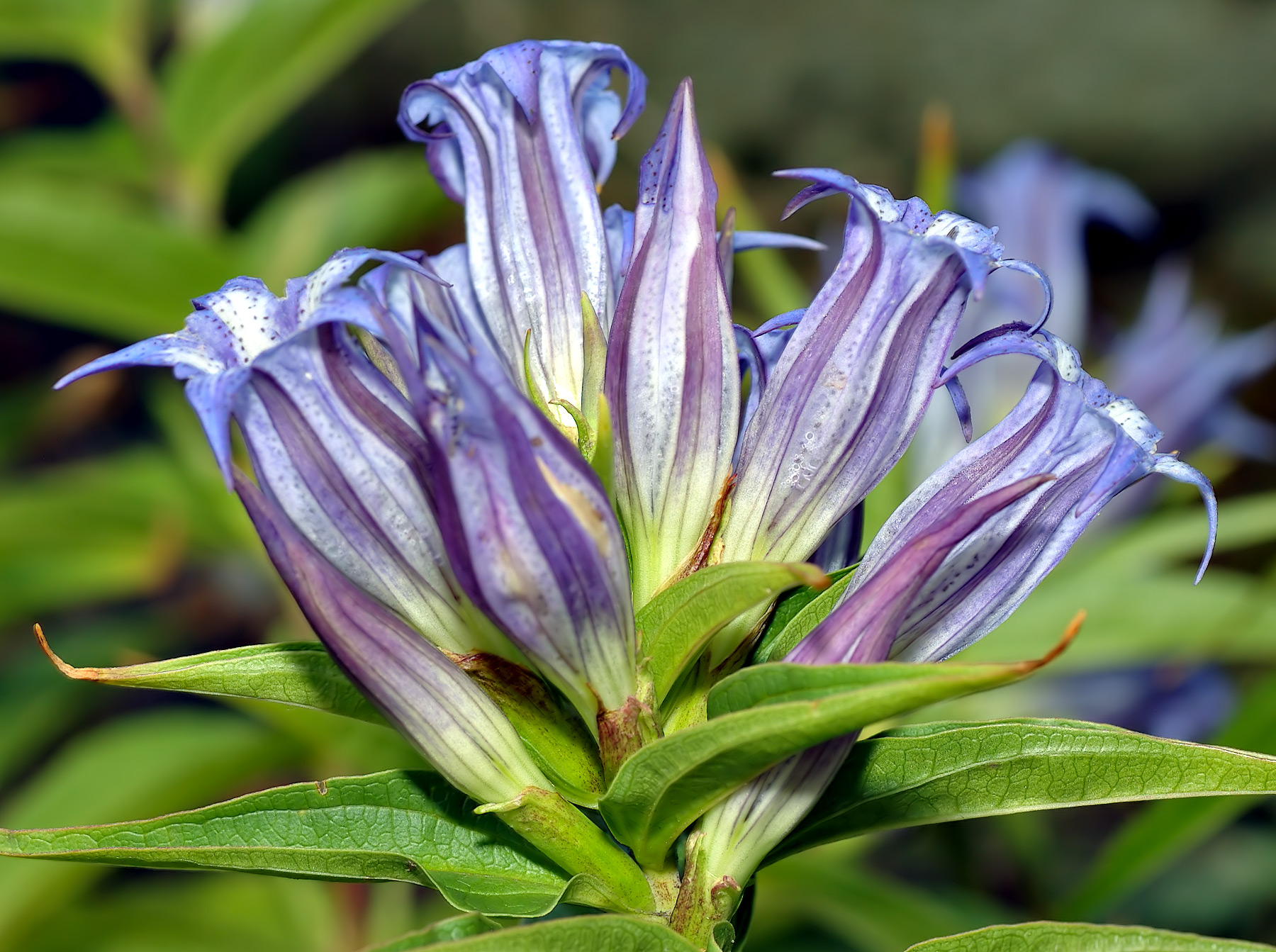
Inflorescencia

## Descripción
Es una planta herbácea bastante pequeña , con pelo insertado en los tallos,  que son delgados con las hojas opuestas, lanceoladas y flores azules tubulares , generalmente en pares en las axilas de las hojas.
La inflorescencia aparece en forma de glomérulos, con flores hermafroditas. El fruto es una cápsula.

## Nombres comunes en otras idiomas
La genziana minore, genciana menor en italiano, gentiane asclépiade o gentiane à feuilles d'asclépiade, genciana con hojas de romerillo mexicano o genciana con hojas de algodoncillo en francés, Schwalbenwurz-Enzian, genciana-vencetósigo.

## Taxonomía
Gentiana asclepiadea fue descrita por Carlos Linneo y publicado en Species Plantarum 1: 329. 1753.
Etimología
Gentiana: Según Plinio el Viejo y Dioscórides, su nombre deriva del de Gentio, rey de Iliria en el siglo II a. C., a quien se atribuía el descubrimiento del valor curativo de la Gentiana lutea.
asclepiadea: epíteto latíno que significa "como Asclepias, una planta también conocido como romerillo o algodoncillo (Asclepias linaria). Y últimamente el nombre deriva de la deidad griega de la medicina y curación Asclepio o Asclepios (en griego Ἀσκληπιός).".
Sinonimia
- Pneumonanthe plicata F.W.Schmidt in Roem. [1796, Arch. Bot. (Leipzig), 1 (1): 9]
- Gentiana ramiflora Szabó [1894, Oesterr. Bot. Z., 44 : 474]
- Dasystephana asclepiadea Delarbre [1800, Fl. Auvergne, éd. 2 : 25]
- Pneumonanthe asclepiadea (L.) F.W.Schmidt [1793, Fl. Boëm., 2 : 13]
- Dasystephana asclepiadea (L.) Borkh. in Roem. [1796, Arch. Bot. (Leipzig), 1 (1):25]
- Coilantha asclepiadea (L.) G.Don [1838, Gen. Syst., 4 : 186]
- Gentiana schistocalyx K.Koch[5]